# Sauvage (film)
Sauvage – francuski dramat filmowy z 2018 roku, którego reżyserem i scenarzystą jest Camille Vidal-Naquet. Zdjęcia kręcono w Strasburgu.
Opowiada historię młodego mężczyzny-prostytutki (w tej roli Félix Maritaud) ze Strasburga. Léo jest załamany, gdy jego ukochany − inny żigolo − wiąże się ze starszym sponsorem. Światowa premiera obrazu miała miejsce 10 maja 2018 podczas 71. MFF w Cannes. Film zdobył wiele laurów i wyróżnień. Był też nominowany do Nagrody Głównej Tygodnia Krytyki w Cannes.
W Polsce film prezentowany był podczas Spring Film Festival (9 kwietnia 2019) oraz LGBT Film Festival (12 kwietnia), a potem, 31 maja, trafił do dystrybucji kinowej.

## Obsada
- Félix Maritaud − Léo
- Éric Bernard − Ahd
- Nicolas Dibla − Mihal
- Philippe Ohrel − Claude
- Marie Seux − lekarka
- Joël Villy − sugar daddy

## Odbiór
Film został pozytywnie oceniony przez krytyków. W serwisie Rotten Tomatoes przyznano mu średnią ocenę 89% opartą na trzydziestu siedmiu recenzjach. Według Davida Lewisa, piszącego dla „San Francisco Chronicle”, to jedna z najlepszych produkcji poświęconych tematowi prostytucji. Albert Nowicki (Filmawka.pl) docenił rolę Maritauda, pisząc że „odtwórca staje się odgrywaną przez siebie postacią: bije od niego rozpacz, żaden gest, żaden przejaw emocji nie wydaje się oszukany. (...) Umiejętność do wywołania w widzu złości, frustracji czy współczucia to cecha wielkiego aktora”, zaś filmowego bohatera uznał za „ciekawe indywiduum: postać impulsywna i nieokrzesana, o autodestrukcyjnych skłonnościach, chwiejąca się na marginesie społeczeństwa, ale nieszukająca ratunku”.

## Nagrody i wyróżnienia
- 2018, 71. MFF w Cannes:
  - Nagroda Fundacji Louisa Roederera dla wschodzącej gwiazdy (wyróżniony: Félix Maritaud)[2]
  - nominacja do Nagrody Głównej Tygodnia Krytyków (Camille Vidal-Naquet)[2]
  - nominacja do Queerowej Palmy (Camille Vidal-Naquet)[2]
  - nominacja do Złotej Kamery za pełnometrażowy debiut fabularny (Camille Vidal-Naquet)[2]
- 2018, Międzynarodowy Festiwal Filmowy w Chicago:
  - nominacja do nagrody Gold Q-Hugo (Camille Vidal-Naquet)[2]
- 2018, Międzynarodowy Festiwal Filmowy w Salonikach:
  - nominacja do nagrody Syreny dla Camille'a Vidala-Naqueta[2]
- 2018, Międzynarodowy Festiwal Filmowy w São Paulo:
  - nominacja do nagrody dla najlepszego filmu, w kategorii nowi reżyserzy (Camille Vidal-Naquet)[2]
- 2018, Jerozolimski Festiwal Filmowy:
  - nagroda FIPRESCI dla najlepszego filmu międzynarodowego (Camille Vidal-Naquet)[2]
- 2018, 27. edycja Festiwalu Filmowego w Filadelfii:
  - nominacja do nagrody Archie w kategorii najlepszy debiut pełnometrażowy (Camille Vidal-Naquet)[2]
- 2018, ceremonia wręczenia nagród Prix Louis-Delluc:
  - nominacja do nagrody im. Louisa Delluca w kategorii najlepszy debiut reżyserski (Camille Vidal-Naquet)[2]
- 2018, 33. Międzynarodowy Festiwal Filmów Frankofońskich w Namurze:
  - Nagroda Złotego Bayarda w kategorii najlepszy debiut filmowy (Camille Vidal-Naquet)[2]
- 2018, Festiwal Filmowy w Sewilli:
  - nagroda Ocaña dla Camille'a Vidala-Naqueta[2]
- 2018, Międzynarodowy Festiwal Filmowy w Santiago:
  - nominacja do Nagrody Głównej Jury w kategorii najlepszy międzynarodowy film fabularny (Camille Vidal-Naquet)[2]
- 2019, 44. ceremonia wręczenia Cezarów:
  - nominacja do Cezara w kategorii najlepszy film debiutancki (Camille Vidal-Naquet)[2]
- 2019, 24. ceremonia wręczenia nagród Lumière:
  - nagroda Lumière dla najbardziej obiecującego aktora (Maritaud)[2]
  - nominacja do nagrody im. Heike Hurst w kategorii najlepszy debiut filmowy (Camille Vidal-Naquet)[2]
- 2019, 48. Międzynarodowy Festiwal Filmowy Molodist w Kijowie:
  - nominacja do Scytyjskiego Jelenia w kategorii najlepszy film pełnometrażowy (Camille Vidal-Naquet)[2]
  - nominacja do nagrody Sunny Bunny w kategorii najlepszy film o tematyce LGBTQ (Camille Vidal-Naquet)[2]
- 2019, Wileński Międzynarodowy Festiwal Filmowy:
  - nominacja do nagrody dla najlepszego filmu, w kategorii nowa Europa − nowe nazwiska (Camille Vidal-Naquet)[2]
- 2019, FEST International Film Festival:
  - nagroda Merlinka Queer Film, za najlepszy film o tematyce LGBT (Camille Vidal-Naquet)[2]